# Stazione di Dunkerque
La stazione di Dunkerque (Gare de Dunkerque in francese) è la stazione ferroviaria della città francese di Dunkerque.

## Storia
Una prima stazione fu costruita con l'arrivo della ferrovia a Dunkerque nel 1848.
La stazione fu ricostruita tra il 1875 ed il 1876. Distrutta durante la seconda guerra mondiale fu ricostruita nelle forme attuali nei primi anni sessanta e aperta al traffico nel 1964.